# Mammelomys
Mammelomys é um género de roedor da família Muridae.

## Espécies
- Mammelomys lanosus (Thomas, 1922)
- Mammelomys rattoides (Thomas, 1922)